# Escuela inglesa de pintura

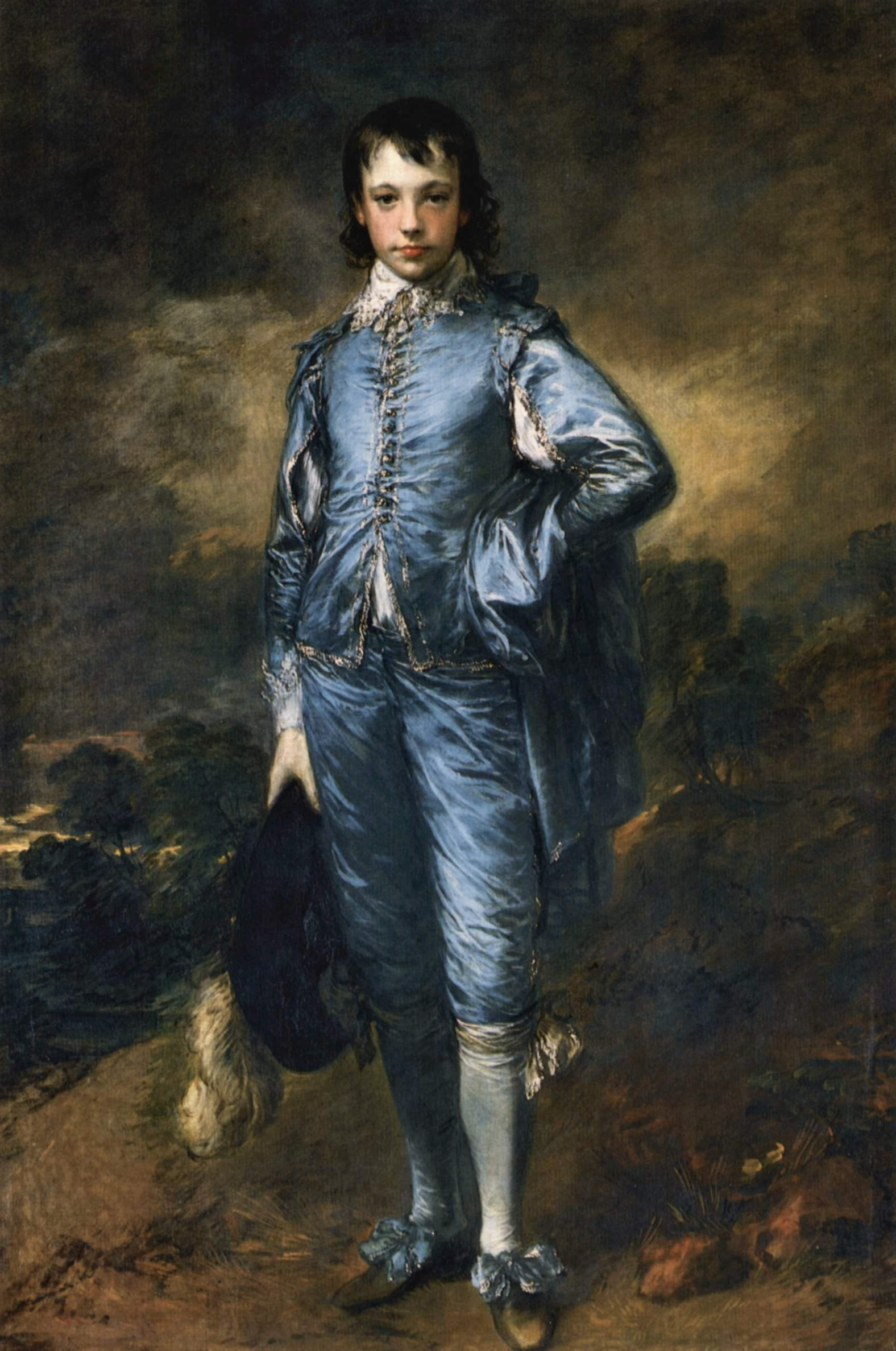
Jonathan Buttall, The Blue Boy (el niño de azul), de Thomas Gainsborough, 1770.

Pintura inglesa o escuela inglesa de pintura son expresiones muy utilizadas en la historiografía del arte que designan habitualmente a los pintores del Reino Unido de los siglos siglo XVIII y siglo XIX.

## SiglosXVIyXVII
El periodo anterior (los siglos XVI y XVII -renacimiento, manierismo y barroco-) estuvo dominado por pintores extranjeros: Holbein el Joven (reinado de Enrique VIII), Orazio Gentileschi, Pedro Pablo Rubens y especialmente Anton Van Dyck (reinado de Carlos I), Peter Lely (reinado de Carlos II) y Godfrey Kneller (los reinados de finales del XVII y comienzos del XVIII); comparados con los cuales los maestros locales carecieron de trascendencia (Nicholas Hilliard, James Thornhill). El periodo posterior (el siglo XX), estuvo dominado por el impacto radicalmente transformador de las vanguardias.

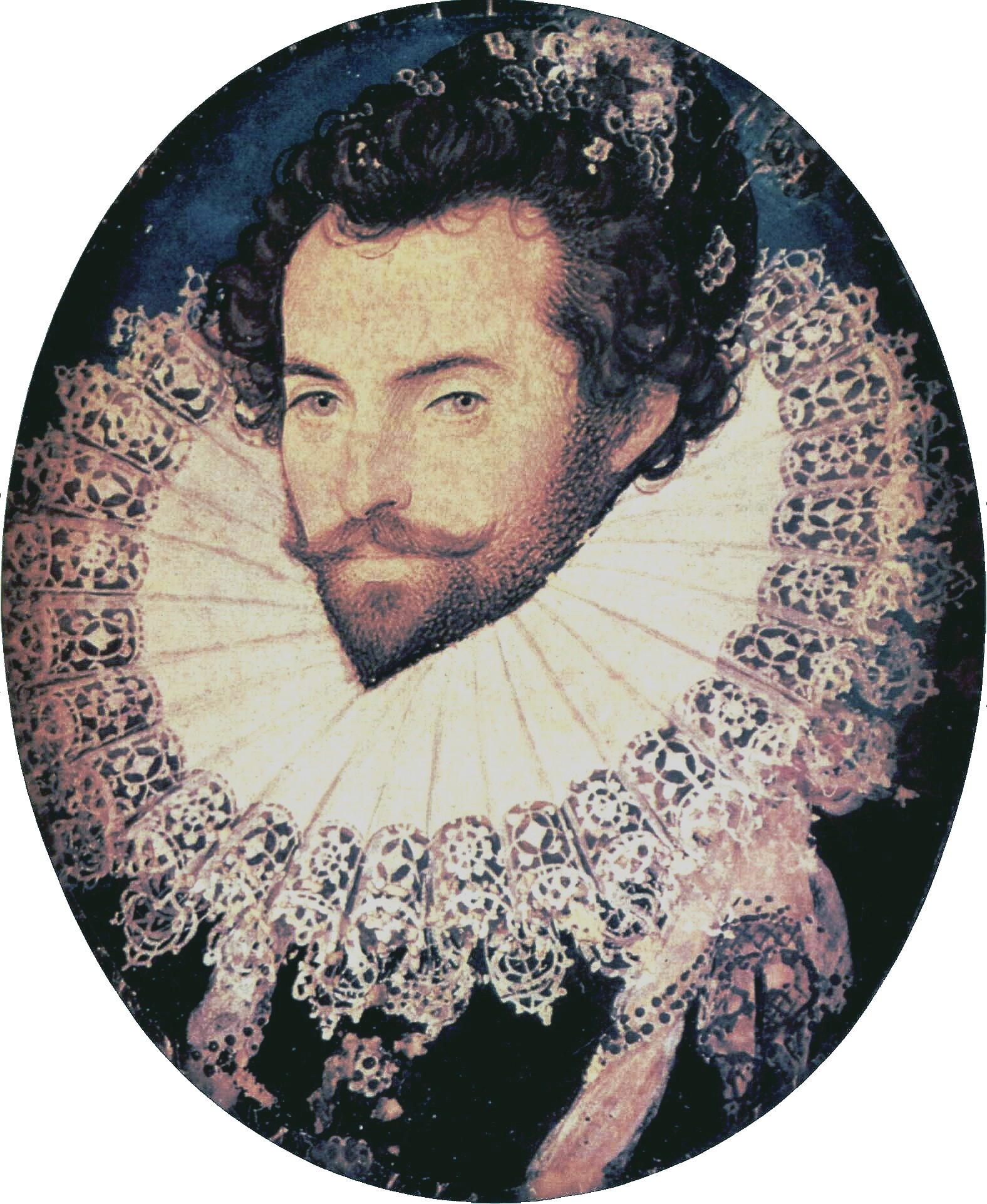
Walter Raleigh, de Nicholas Hilliard, 1585.
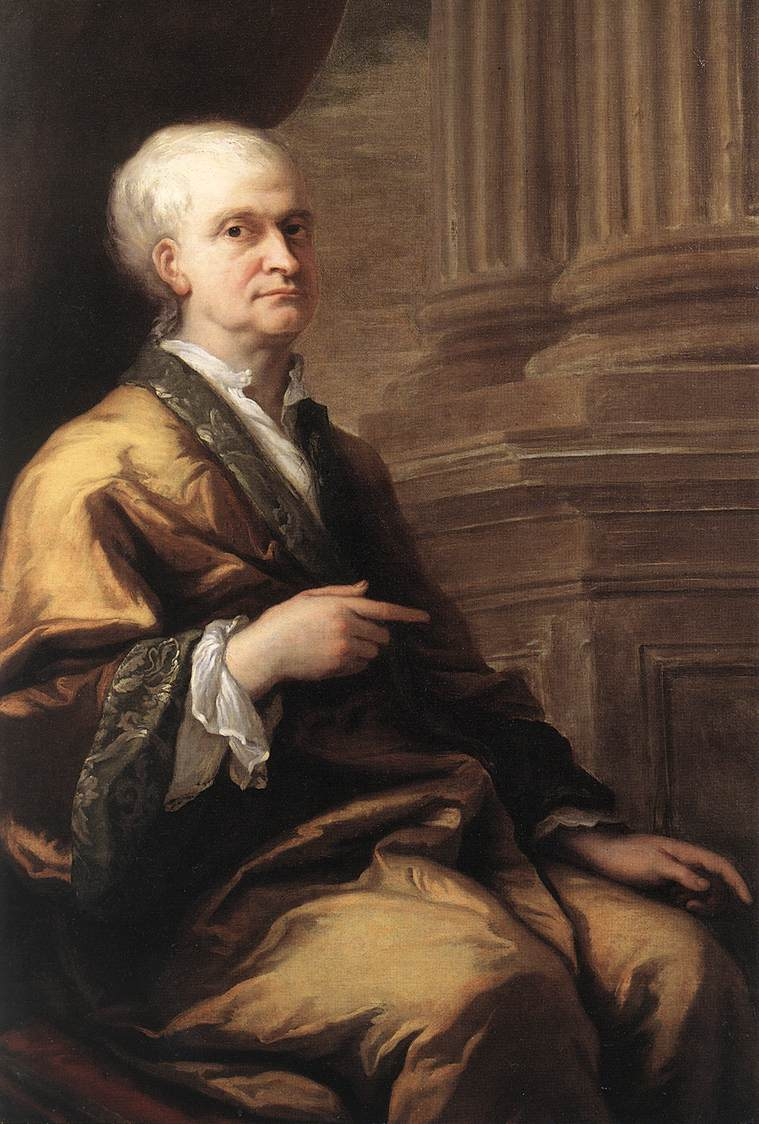
Isaac Newton, de James Thornhill, 1709-1712.

## SigloXVIII
Es en el sigo XVIII cuando se inicia una verdadera escuela nacional de pintura con maestros de envergadura, como William Hogarth, Thomas Gainsborough, Joshua Reynolds y Thomas Lawrence. Su identificación con los estilos pictóricos dominantes en la pintura francesa de la época (rococó y neoclasicismo) es muy común en la bibliografía, principalmente con criterios cronológicos y clasificatorios, aunque se suele indicar que, a pesar de notables paralelismos e influencias mutuas, no se corresponde a una identidad estilística muy estricta, lo mismo que puede decirse para la pintura italiana o la pintura española.
Sir Joshua Reynolds era considerado como la máxima autoridad del academicismo inglés (Royal Academy) y ejerció una duradera influencia, especialmente en el ámbito del retrato pictórico (identificado con el concepto de grand manner -"manera grandiosa" o "espléndido estilo"-).

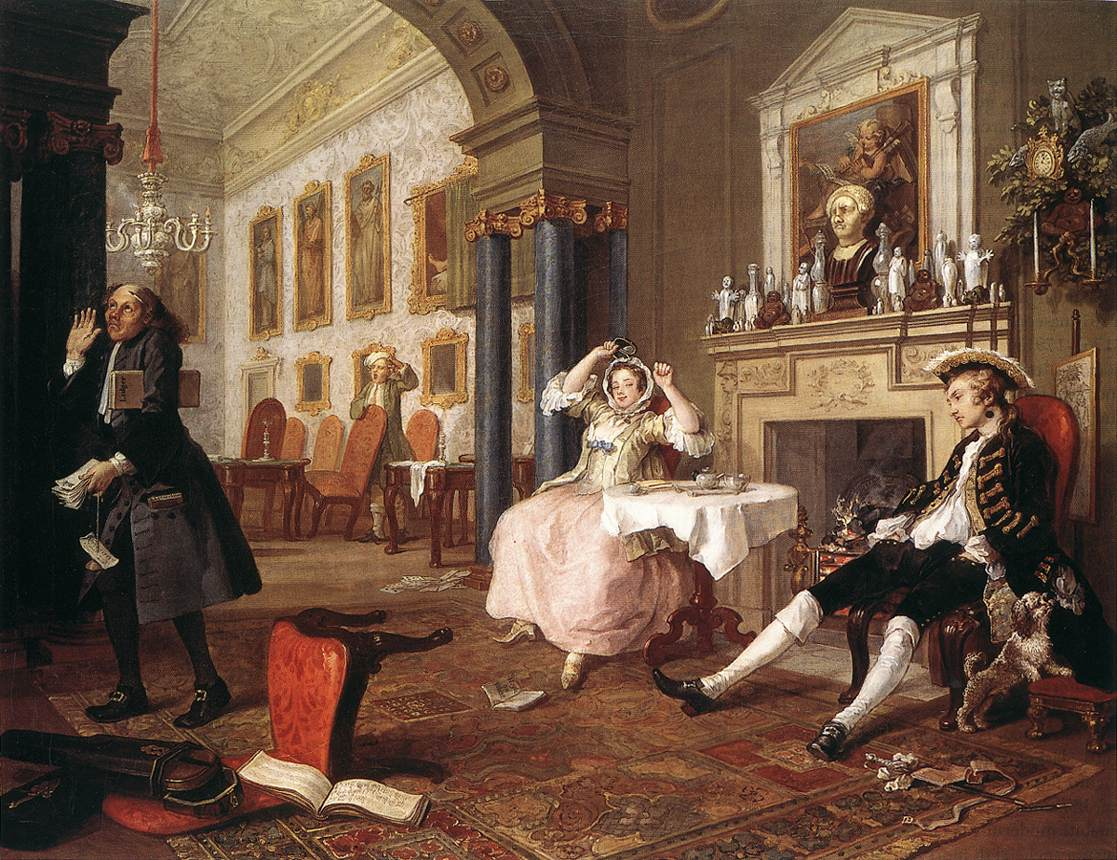
Matrimonio a la moda, de William Hogarth, 1743.
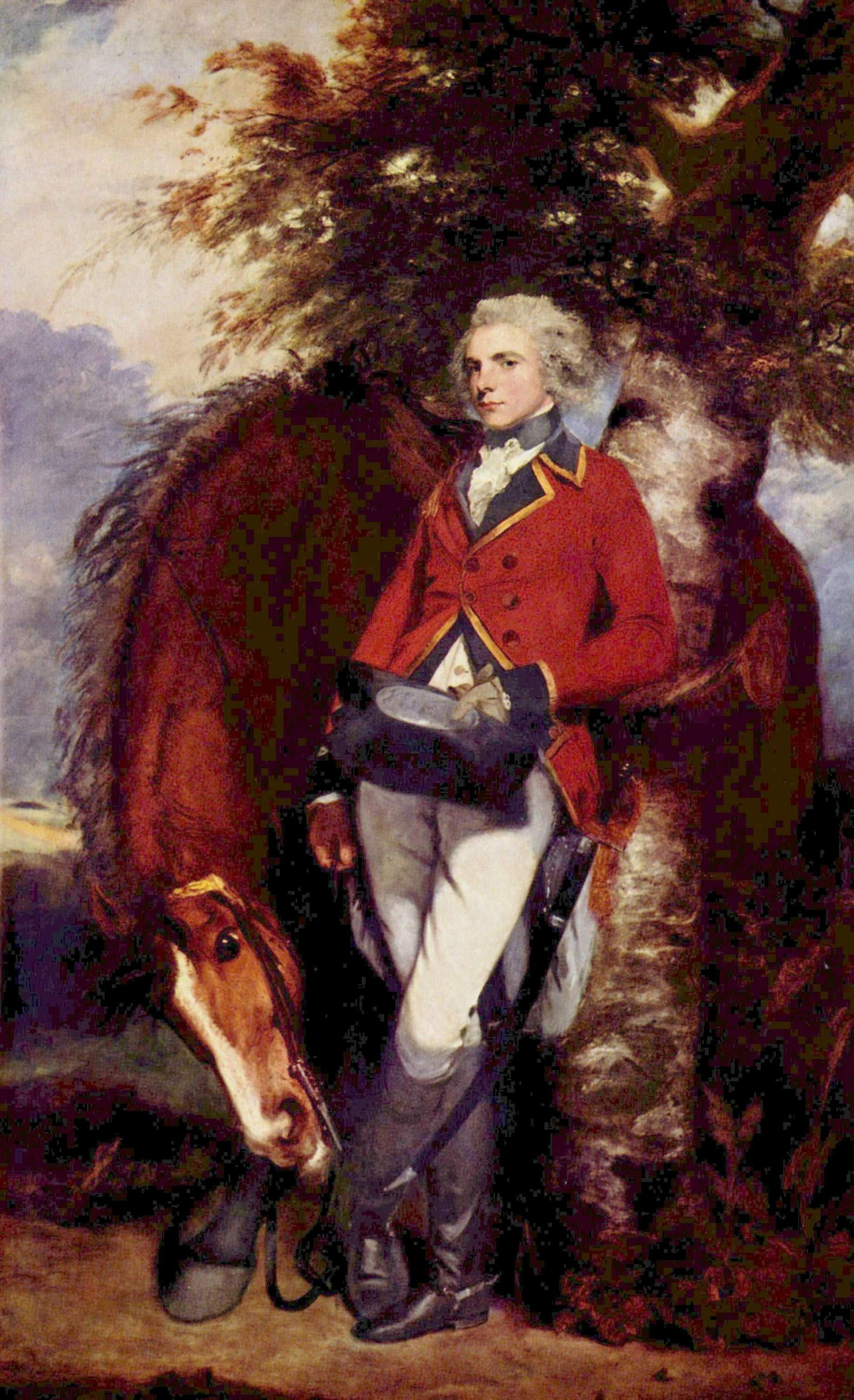
Colonel George K. H. Coussmaker, de Joshua Reynolds, 1770-1780.
El clérigo patinador, de Henry Raeburn, 1790.
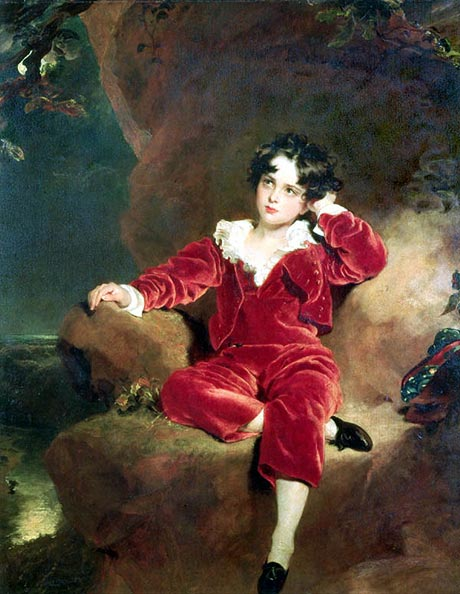
Master Charles William Lambton, de Thomas Lawrence, 1825.

## SigloXIX
La comparación entre la pintura inglesa y francesa de los siglos XVII y XIX ha pasado a ser un tópico cultural. También se han destacado las influencias mutuas; como la de Watteau en la pintura inglesa (en Joseph Mallord William Turner y otros pintores de la época de la Regencia, 1795-1837) y el impacto que tuvo John Constable en la escuela de Barbizon (La carreta de heno se expuso en el Salón de París de 1824). Más cuestionada es la que tendría Turner en los impresionistas. También en el periodo anterior hubo pintores de trayectoria divergente difícilmente identificables con el academicismo predominante (William Blake o Henry Fuseli).

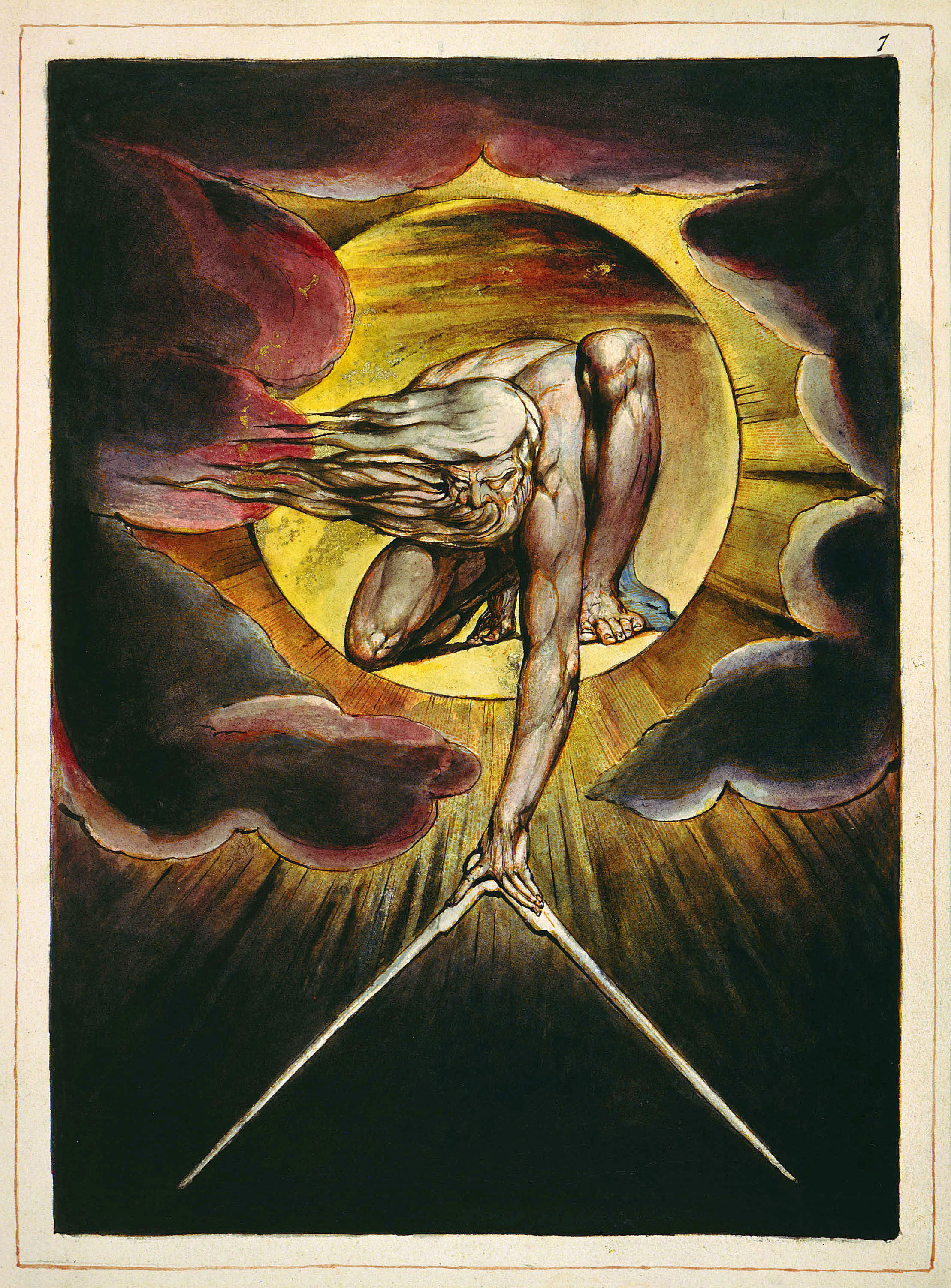
El anciano de los días, de William Blake, 1794.
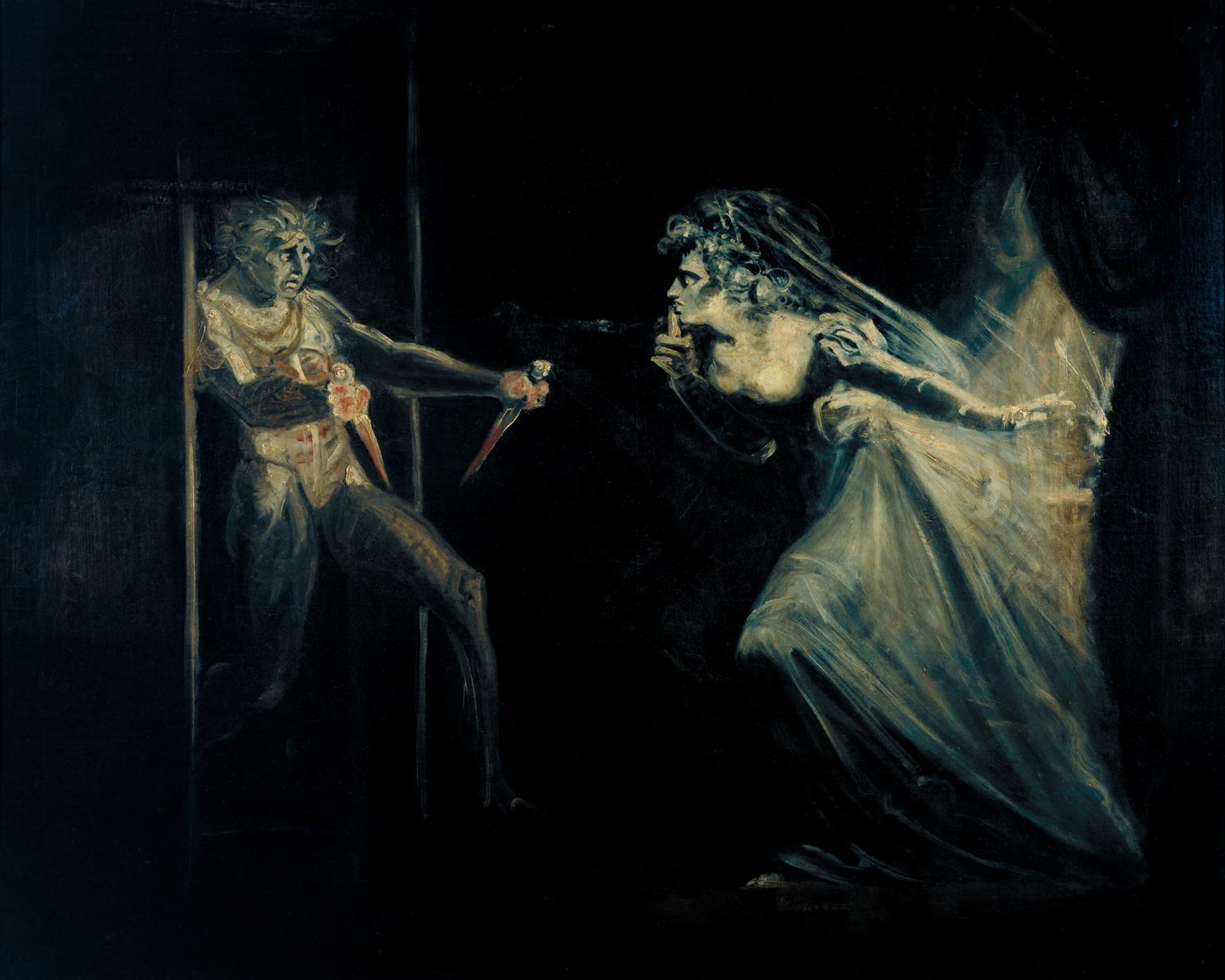
Lady Macbeth agarrando las dagas, de Johann Heinrich Füssli, 1812.

Fue muy significativa una anécdota que enfrentó a Turner con su coetáneo Constable. Este, quejándose del atrevimiento de su competidor, que había añadido una impactante pincelada de minio en mitad de su cuadro después de haberse colgado al lado del suyo propio en la exposición anual convocada por la Royal Academy (1832), resumió perfectamente el impacto de la nueva imagen: [veo que] ha estado aquí, [porque] ha disparado su arma.
| Constable y el "arma" de Turner                                                                                      |
| Opening of Waterloo Bridge (Apertura del puente de Waterloo), de John Constable. · Helvoetsluys, de J. M. W. Turner. |

Para referirse al largo periodo conocido como época victoriana (1837-1901) se utiliza también la etiqueta pintura victoriana. En él, además de presenciarse el final de las carreras de los extraordinarios paisajistas Turner y Constable (desarrolladas en el primer tercio del XIX e identificadas, genéricamente, con la etiqueta de la pintura romántica), se asistió al inicio de diversos movimientos que cuestionaban la tradición academicista: la hermandad pre-rafaelita y los Arts and Crafts.

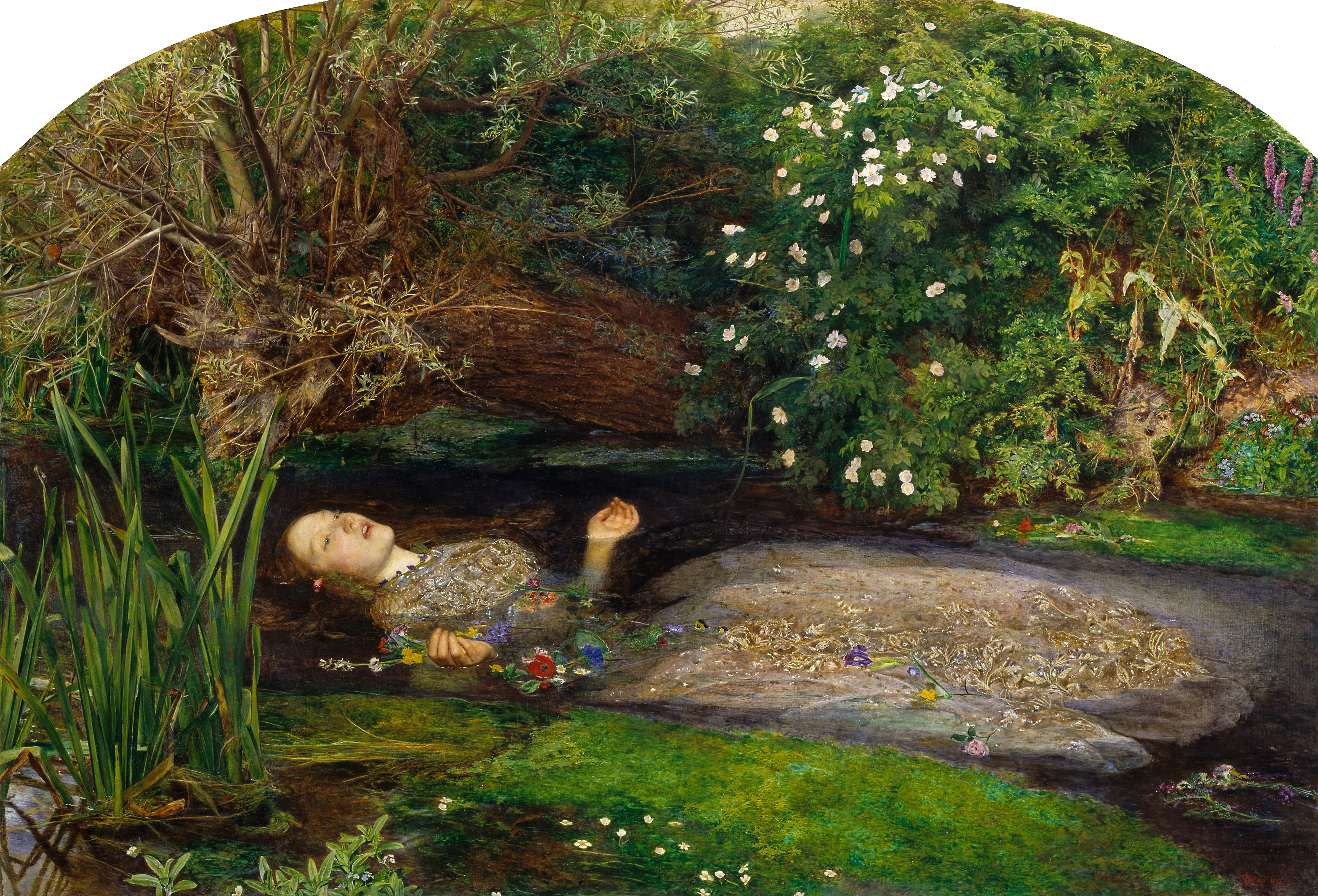
Ofelia, de John Everett Millais, 1851.
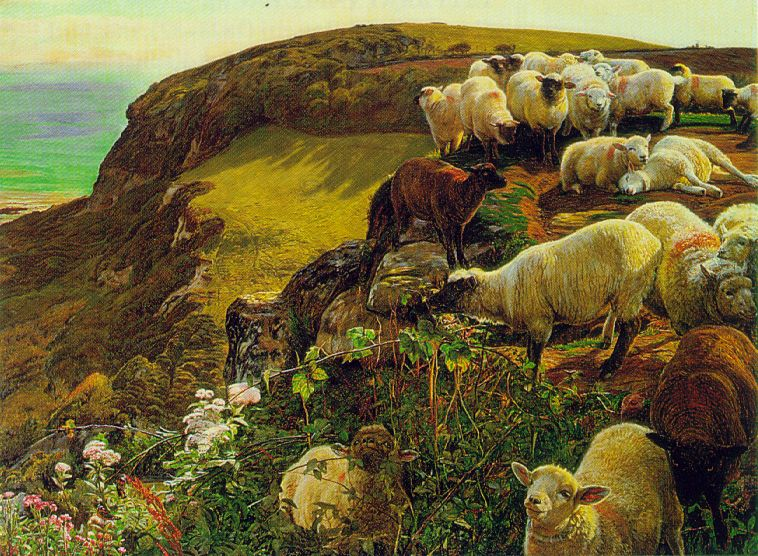
Oveja descarriada o Costas inglesas, de William Holman Hunt, 1852.
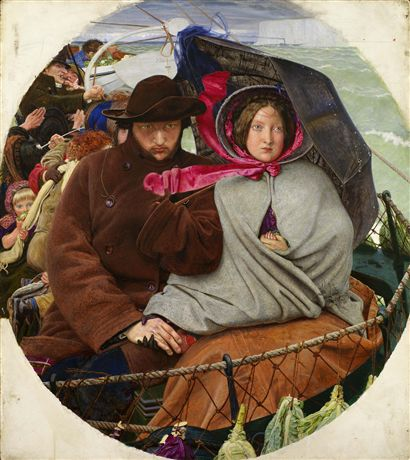
Última mirada a Inglaterra, de Ford Madox Brown, 1852-1855.
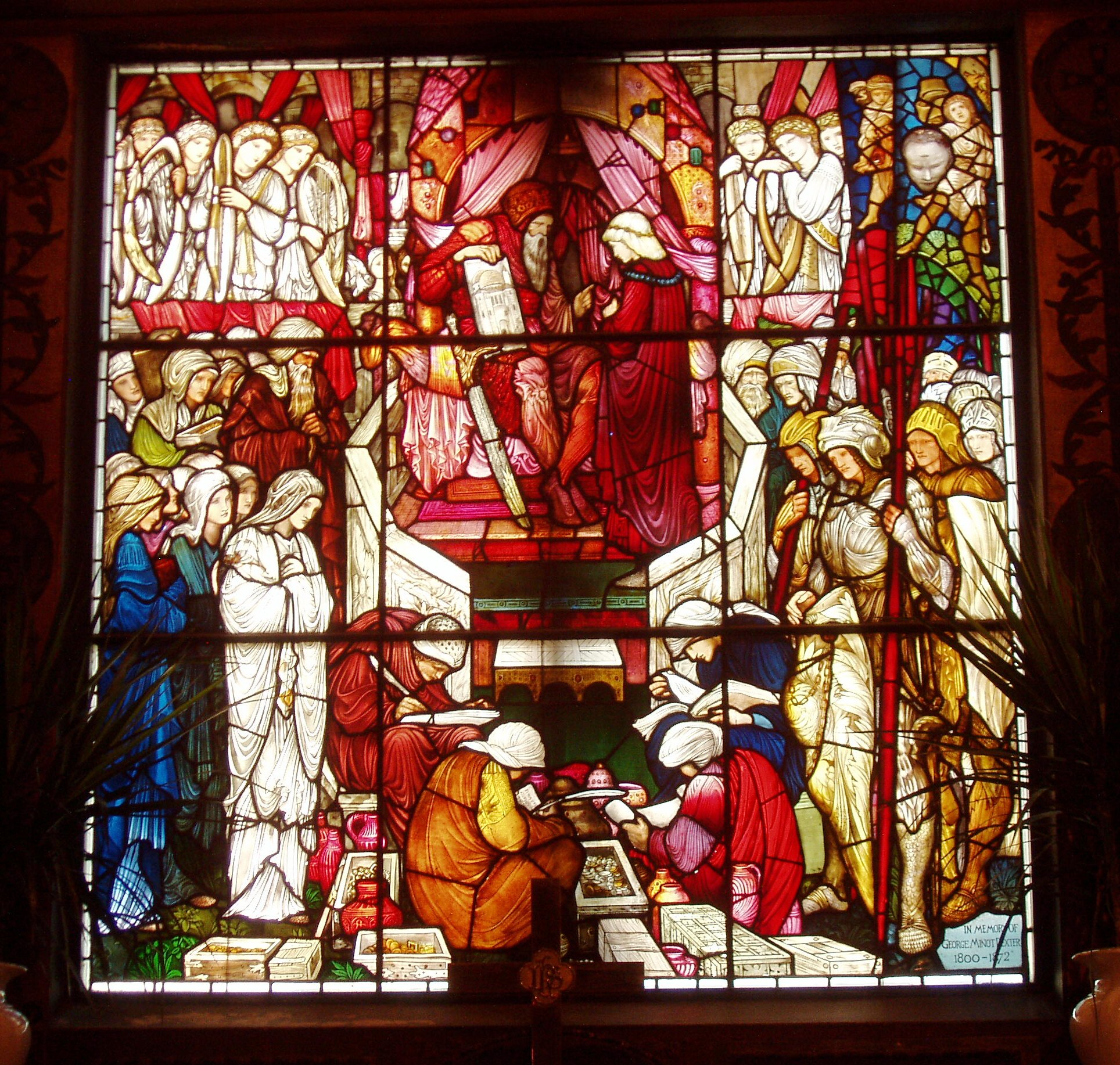
David y Salomón, vidriera de Burne-Jones y William Morris, 1882.
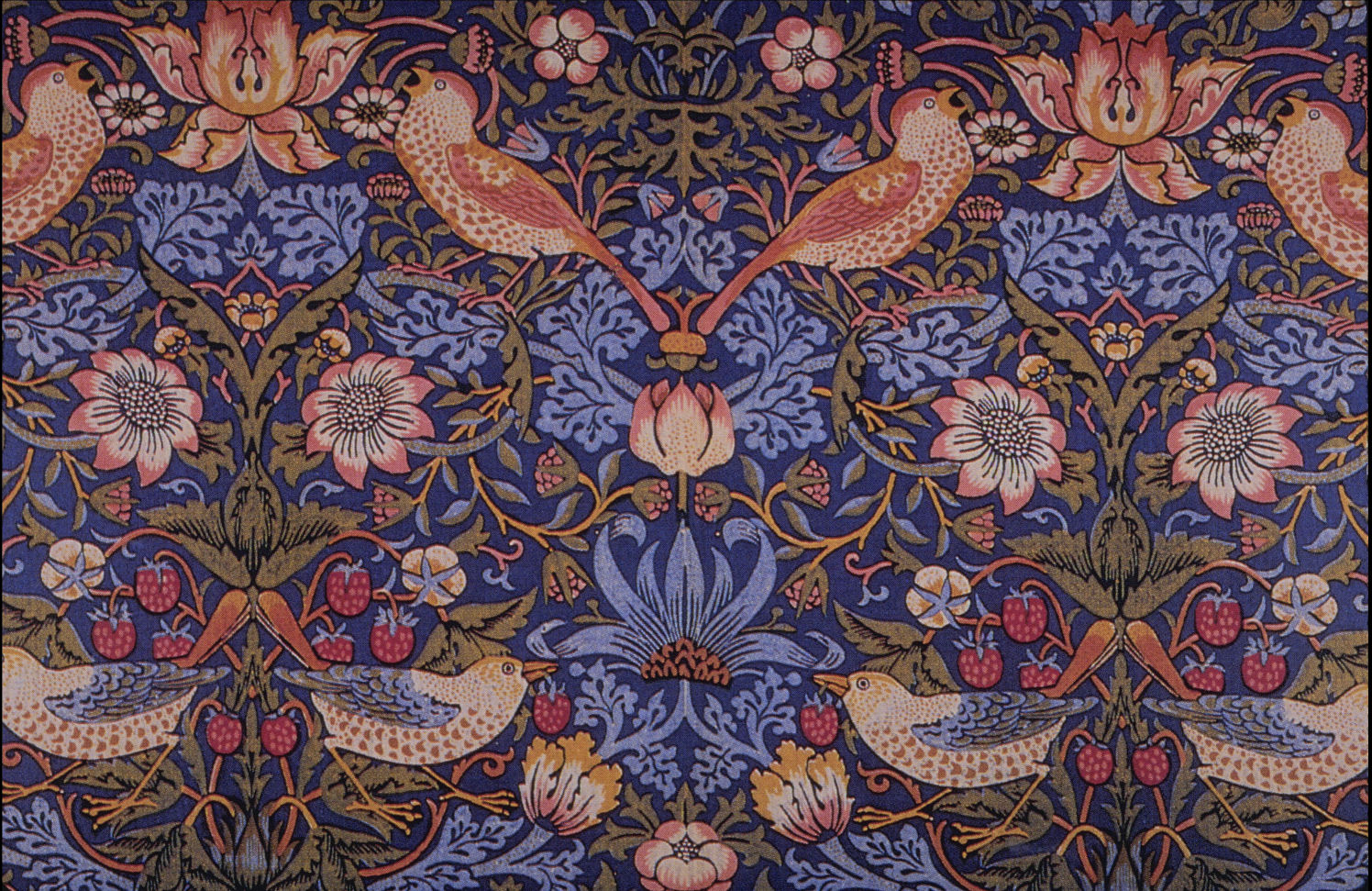
El ladrón de fresas, diseño de William Morris, 1883.

Como agrupaciones vinculadas a determinados lugares, se habla de la escuela de Norwich (desde 1803) y la escuela de Newlyn (finales del siglo XIX).

## SiglosXXyXXI
Los presupuestos estéticos de la pintura inglesa posterior fueron más asimilables a los de los sucesivos movimientos de la pintura contemporánea en el resto del mundo.
En 1910 Roger Fry organizó la exposición Manet and the Post-Impressionists ("Manet y los post-impresionistas") en las Grafton Galleries de Londres, la primera en la que el público británico pudo acceder directamente a cuadros de Gauguin, Manet, Matisse y Van Gogh. En 1912 la continuó con la Second Post-Impressionist Exhibition ("Segunda exposición post-impresionista").
Entre los pintores británicos más destacados del periodo posterior están William Coldstream (1908-1987), Francis Bacon (1909-1992), Lucian Freud (1922-2011), Richard Hamilton (1922-2011), Leon Kossoff (1926-2019), Michael Andrews (1928-1995), Frank Auerbach (1931-2024), Patrick Caulfield (1936-2005), David Hockney (1937) y Euan Uglow (1932-2000); que a mediados del siglo XX protagonizaron una revisión de la pintura figurativa en géneros como el retrato y el paisaje. Se les ha agrupado bajo la etiqueta "escuela de Londres" (acuñada por el pintor estadounidense Ronald Kitaj en 1976).
Ha sido recurrente la recepción con escándalo de algunos retratos en la segunda mitad del siglo XX y el siglo XXI: el de Winston Churchill por Graham Sutherland (1954); el de Isabel II por Lucian Freud (2001), del que llegó a decirse "debería ser encerrado en la Torre de Londres por esto"; o el de Carlos III por Jonathan Yeo (2024).

## Museos con colecciones importantes
- Londres:
  - National Gallery de Londres
  - National Portrait Gallery
  - Tate Gallery
- Washington:
  - National Gallery de Washington[14]
- París:
  - Museo del Louvre[15]
- Madrid:
  - Museo Lázaro Galdiano
  - Pintura británica del Museo del Prado
- San Petersburgo:
  - Museo del Hermitage[16]